# Let It Roll
"Let It Roll" é uma canção do rapper americano Flo Rida contida em seu quarto álbum de estúdio, Wild Ones. A canção foi escrita por Earl King, Mike Caren, soFLY & Nius, Flo Rida, Axwell, Breyan Isaac, Antonio Mobley e produzida por soFLY & Nius e Axwell. A segunda parte da canção apresenta o também rapper americano Lil Wayne e é parte da trilha sonora do jogo de futebol FIFA 13. Realizou-se também na edição de 2012 da WWE, Tribute to the Troops. A canção apresenta um sample da música "Let the Good Time Roll" (1974) interpretada por Freddie King. Uma parte dela também aparece como DLC no Dance Central 3 lançado em 2012.

## Faixas
| Download digital |                                                      |         |  |
| N.º              | Título                                               | Duração |  |
| 1.               | "Let It Roll"                                        | 3:14    |  |
| 2.               | "Let It Roll, Pt. 2" (com participação de Lil Wayne) | 3:31    |  |

## Posições
| Parada (2012–13)                               | Melhor posição |
| ---------------------------------------------- | -------------- |
| Austrália (ARIA)                               | 7              |
| Áustria (Ö3 Austria Top 75)                    | 6              |
| Bélgica (Ultratip Bubbling Under de Flandres)  | 10             |
| Bélgica (Ultratip Bubbling Under da Valônia)   | 3              |
| Canadá (Canadian Hot 100)                      | 23             |
| República Checa (Rádio Top 100)                | 46             |
| França (SNEP)                                  | 86             |
| O campo songid é OBRIGATÓRIO PARA PARADA ALEMÃ | 24             |
| Hungria (Rádiós Top 40)                        | 15             |
| Irlanda (IRMA)                                 | 34             |
| Israel (Media Forest)                          | 6              |
| Países Baixos (Single Top 100)                 | 66             |
| Nova Zelândia (Recorded Music NZ)              | 18             |
| Polónia (Dance Top 50)                         | 11             |
| Eslováquia (Rádio Top 100)                     | 5              |
| Reino Unido (UK Singles Chart)                 | 17             |

## Histórico de lançamento
| Região    | Data                | Formato          | Gravadora         |
| --------- | ------------------- | ---------------- | ----------------- |
| Austrália | 22 de março de 2013 | Download digital | Poe Boy, Atlantic |